# Yến Malaysia
Yến Malaysia (tên khoa học: Apus nipalensis) là một loài chim trong họ Apodidae. Loài này được tìm thấy tại Nhật Bản, Nepal và Đông Nam Á.